# Le Manoir du dragon
Le Manoir du dragon (The Dragon of Pendragon Castle) est un moyen métrage britannique réalisé par John Baxter en 1949 et sorti en 1950.

## Synopsis
Sir William Magnus vit avec sa fille et Peter et Judy, ses petits-enfants, dans son vieux château balayé par les courants d'air. Peu de visiteurs se risquent à leur rendre visite et, quand ils le font, ils ne restent pas longtemps. Un jour, avec leur compagnon de jeu Bobby, le fils du seul domestique du château, ils découvrent... un bébé dragon malade. Loin d'être terrifiés, les trois enfants voient immédiatement quel parti ils peuvent tirer de leur découverte...

## Fiche technique
- Titre : Le Manoir du dragon
- Titre original : The Dragon of Pendragon Castle
- Réalisation : John Baxter, assisté de John Moxey
- Scénario : Mary Cathcart Boere
- Directeur de la photographie : Arthur Grant
- Décors : J. Charles Gilbert
- Musique : Kennedy Russell
- Montage :Vi Burdon
- Producteur : John Baxter
- Son : Len Page
- Durée : 52 minutes

## Distribution
- Hubert Leslie : Sir William Magnus, le châtelain
- Robin Netscher : Peter Fielding, son petit-fils
- Jane Welsh : Mrs. Fielding, la mère de Peter et de Judy
- David Hannaford : Bobby, le copain de Peter et de Judy
- Hilary Rennie : Judy Fielding, la petite-fille du châtelain
- Graham Moffatt : Paddy, l'homme à tout faire du château